# Liste der Kulturgüter in Vevey
Die Liste der Kulturgüter in Vevey enthält alle Objekte in der Gemeinde Vevey im Kanton Waadt, die gemäss der Haager Konvention zum Schutz von Kulturgut bei bewaffneten Konflikten, dem Bundesgesetz vom 20. Juni 2014 über den Schutz der Kulturgüter bei bewaffneten Konflikten sowie der Verordnung vom 29. Oktober 2014 über den Schutz der Kulturgüter bei bewaffneten Konflikten unter Schutz stehen.
Objekte der Kategorien A und B sind vollständig in der Liste enthalten, Objekte der Kategorie C fehlen zurzeit (Stand: 1. Januar 2023).

## Kulturgüter
| Foto |                                                                                                   | Objekt | Kat. | Typ | Standort                                           | Beschreibung |
| ---- | ------------------------------------------------------------------------------------------------- | --- | ---- | --- | -------------------------------------------------- | ------------ |
| ja   | Datei hochladen · Wikidata zu Château de l'Aile (Q2971078)                                        | Château de l’Aile KGS-Nr.: 06516 | A    | G   | Grande Place 1 554085 / 145502                     |              |
| ja   | Datei hochladen · Wikidata zu Katholische Kirche Notre-Dame (Q3580697)                            | Katholische Kirche Notre-Dame / Église catholique Notre-Dame KGS-Nr.: 06517                                                                                            | A    | G   | Rue des Chenevières 6 554996 / 145438              |              |
| ja   | Datei hochladen · Wikidata zu Reformierte Kirche Saint-Martin (Q3586121)                          | Reformierte Kirche Saint-Martin / Église réformée Saint-Martin KGS-Nr.: 06519                                                                                          | A    | G   | Boulevard Saint-Martin 35 554546 / 145815          |              |
| ja   | Datei hochladen · Wikidata zu Verwaltungsgebäude der Nestlé SA (Q1619855)                         | Nestlé-Hauptverwaltung / Bâtiment administratif Nestlé KGS-Nr.: 06521                                                                                                  | A    | G   | Avenue Nestlé 55 553616 / 146312                   |              |
| ja   | Datei hochladen · Wikidata zu Cour au Chantre (Q3000926)                                          | Cour au Chantre KGS-Nr.: 06525 | A    | G   | Rue du Simplon 22 554449 / 145588                  |              |
| ja   | Datei hochladen · Wikidata zu Orthodoxe Kirche (Q3586061)                                         | Orthodoxe Kirche / Église orthodoxe KGS-Nr.: 06528 | A    | G   | Rue des Communaux 12 554435 / 145792               |              |
| ja   | Datei hochladen · Wikidata zu Grenette and Place du Marché (Q18003288)                            | Kornhalle und Marktplatz / Grenette et Place du Marché KGS-Nr.: 06532                                                                                                  | A    | G   | Grande Place 29 554221 / 145630                    |              |
| ja   | Datei hochladen · Wikidata zu Rathaus (Q3146208)                                                  | Rathaus, ehemaliges Spital, Saint-Jean-Turm und Springbrunnen / Hôtel de Ville, ancien hôpital, tour Saint-Jean et fontaine KGS-Nr.: 06533                             | A    | G   | Rue du Lac 2 554545 / 145459                       |              |
| ja   | Datei hochladen · Wikidata zu Hôtel des Trois-Couronnes (Q3146251)                                | Hôtel des Trois-Couronnes KGS-Nr.: 06534 | A    | G   | Rue du Château 1 554657 / 145382                   |              |
| ja   | Datei hochladen · Wikidata zu Alimentarium (Q2836938)                                             | Alimentarium, Ernährungsmuseum / Alimentarium, Musée de l’alimentation KGS-Nr.: 08707                                                                                  | A    | S   | Quai Perdonnet 25 554506 / 145399                  |              |
| ja   | Datei hochladen · Wikidata zu Museum der Winzerbruderschaft (Q3330004)                            | Museum der Bruderschaft der Winzer / Musée de la Confrérie des Vignerons KGS-Nr.: 08708                                                                                | A    | S   | Rue du Château 2 554704 / 145363                   |              |
| ja   | Datei hochladen · Wikidata zu Museum Jenisch Vevey (Q2400378)                                     | Musée Jenisch KGS-Nr.: 08717 | A    | S   | Avenue de la Gare 2 554421 / 145750                |              |
| ja   | Datei hochladen · Wikidata zu Schweizer Kameramuseum (Q3330812)                                   | Schweizer Kameramuseum / Musée suisse de l’appareil photographique KGS-Nr.: 08718                                                                                      | A    | S   | Ruelle des Anciens-Fossés 7 554116 / 145575        |              |
| BW   | Datei hochladen · Wikidata zu Archives historiques Nestlé (Q27489727)                             | Historisches Archiv von Nestlé / Archives historiques de Nestlé KGS-Nr.: 08898                                                                                         | A    | S   | Avenue Nestlé 55 553624 / 146300                   |              |
| ja   | Datei hochladen · Wikidata zu Saint-Jean-Turm und Brunnen (Q3533173)                              | Saint-Jean-Turm und Brunnen / Tour Saint-Jean et fontaine KGS-Nr.: 11688                                                                                               | A    | G   | Rue du Lac 554559 / 145455                         |              |
| BW   | Datei hochladen · Wikidata zu Ehemaliges Hotel Moser mit Nebengebäuden und Park (Q29891575)       | Ehemaliges Hotel Moser und Park / Ancien Hôtel Moser et parc KGS-Nr.: 06520                                                                                            | B    | G   | Boulevard Henri-Plumhof 3 555037 / 145832          |              |
| ja   | Datei hochladen · Wikidata zu Salle del Castillo (Q29891579)                                      | Salle del Castillo (Casino du Rivage) KGS-Nr.: 06522 | B    | G   | Rue Louis-Meyer 1 554080 / 145541                  |              |
| ja   | Datei hochladen · Wikidata zu Château de Vevey (Q29891582)                                        | Bernerschloss / Château bernois KGS-Nr.: 06523 | B    | G   | Rue du Château 2 / Rue d’Italie 43 554685 / 145391 |              |
| ja   | Datei hochladen · Wikidata zu Kollegium (Q29891583)                                               | Collège KGS-Nr.: 06524 | B    | G   | Rue du Collège 30 554594 / 145494                  |              |
| ja   | Datei hochladen · Wikidata zu Ecole du Clos (Q29891587)                                           | École du Clos KGS-Nr.: 06526 | B    | G   | Rue du Clos 15 554470 / 145685                     |              |
| ja   | Datei hochladen · Wikidata zu All Saints church, Vevey (Q19406922)                                | Englische Kirche / Église anglaise KGS-Nr.: 06527 | B    | G   | Avenue de Blonay 4 554811 / 145583                 |              |
| ja   | Datei hochladen · Wikidata zu Sainte-Claire Kirche (Q19360189)                                    | Kirche Sainte-Claire / Église Sainte-Claire KGS-Nr.: 06529 | B    | G   | Rue du Collège 15 554638 / 145473                  |              |
| ja   | Datei hochladen · Wikidata zu Brunnen des Kriegers (Martin) (Q29891594)                           | Kriegerbrunnen / Fontaine du Guerrier KGS-Nr.: 06530 | B    | K   | Rue du Centre 554400 / 145525                      |              |
| ja   | Datei hochladen · Wikidata zu Bahnhof Vevey (Q569784)                                             | Bahnhof / Gare KGS-Nr.: 06531 | B    | G   | Rue de la Gare 3 554258 / 145919                   |              |
| ja   | Datei hochladen · Wikidata zu Grand Hôtel du Lac (Q56302667)                                      | Hôtel du Lac KGS-Nr.: 06535 | B    | G   | Rue d’Italie 1 554934 / 145310                     |              |
| ja   | Datei hochladen · Wikidata zu Haus Le Castel (Frau de Warens) (Q29891600)                         | Haus Le Castel (Frau de Warens) / Maison Le Castel (Mme de Warens) KGS-Nr.: 06536                                                                                      | B    | G   | Rue du Conseil 23 554274 / 145568                  |              |
| BW   | Datei hochladen · Wikidata zu Ehemaliges Haus La Part-Dieu (Q29891577)                            | Maison de la Part-Dieu KGS-Nr.: 06537 | B    | G   | Rue d’Italie 2 554955 / 145347                     |              |
| ja   | Datei hochladen · Wikidata zu Ehemaliges Nestlé-Verwaltungsgebäude (Ernährungsmuseum) (Q29891573) | Ehemaliges Nestlé-Verwaltungsgebäude (Ernährungsmuseum) / Ancien bâtiment administratif Nestlé (Musée de l’alimentation) KGS-Nr.: 06539                                | B    | G   | Quai Perdonnet 25 554511 / 145397                  |              |
| BW   | Datei hochladen · Wikidata zu Théâtre Le Reflet (Q29891604)                                       | Gemeindetheater / Théâtre municipal KGS-Nr.: 06541 | B    | G   | Rue du Théâtre 4 554248 / 145622                   |              |
| ja   | Datei hochladen · Wikidata zu Tour de l'Horloge (Vevey) (Q21740799)                               | Uhrturm und Brunnen / Tour et fontaine de l’Horloge KGS-Nr.: 06542 | B    | G   | Rue d’Italie 554784 / 145386                       |              |
| ja   | Datei hochladen · Wikidata zu Historisches Museum Vevey (Q27489725)                               | Historisches Museum Vevey / Musée historique de Vevey KGS-Nr.: 08764                                                                                                   | B    | S   | Rue du Château 2 / Rue d’Italie 43 554690 / 145384 |              |
| ja   | Datei hochladen · Wikidata zu Archives communales de Vevey (Q27489721)                            | Gemeindearchiv / Archives communales KGS-Nr.: 08957 | B    | S   | Rue du Lac 2 554522 / 145473                       |              |
| BW   | Datei hochladen · Wikidata zu Gemeindebibliothek Vevey (Q27489723)                                | Gemeindebibliothek / Bibliothèque municipale KGS-Nr.: 09372 | B    | S   | Quai Perdonnet 33b 554374 / 145411                 |              |
| ja   | Datei hochladen · Wikidata zu Collège de la Veveyse à Vevey (Q29891585)                           | Collège de la Veveyse KGS-Nr.: 14757 | B    | G   | Rue du Torrent 27 553924 / 145729                  |              |
| BW   | Datei hochladen · Wikidata zu (Q29891603)                                                         | Mietshaus (an der Stelle des alten Gebäudes der Part-Dieu-Trotte) / Immeuble locatif (à l’emplacement de l’ancien bâtiment du pressoir de la Part-Dieu) KGS-Nr.: 14758 | B    | G   | Rue des Chevenières 1 554960 / 145364              |              |
| BW   | Datei hochladen · Wikidata zu (Q29891596)                                                         | Galerie du Rivage (ehemaliger überdachter Markt) / Galerie du Rivage (ancien marché couvert) KGS-Nr.: 14759                                                            | B    | G   | Rue du Torrent 13 554099 / 145604                  |              |
| BW   | Datei hochladen                                                                                   | Reformierte Kirche Gilamont / Temple de Gilamont KGS-Nr.: 16919 | B    | G   | Avenue des Crosets 41 554758 / 146810              |              |